# Geni
Geni — интерактивный сервис, позволяющий создавать генеалогическое древо в реальном времени (онлайн) и интегрировать собственное древо с родословными других участников. 
Для ныне живущих родственников, указанных в древе пользователя, по умолчанию предполагается возможность приглашать их присоединиться к соответствующей ветке. Они, в свою очередь могут пригласить других родственников, и так далее. По мере увеличения числа родственников генеалогическое древо пользователей будет продолжать расти.
Каждый член семьи имеет свой профиль, который можно просмотреть, щёлкнув его имя в дереве. Члены семьи могут видеть информацию друг о друге и переписываться. Члены семьи могут также обмениваться информацией и работать вместе над созданием профилей общих предков.
Geni обязуется не передавать личную информацию, в том числе адрес электронной почты, третьим сторонам. По умолчанию создаваемые профили умерших людей публичны, а ныне живущих скрыты и видимы только для родственников и работников Geni.
Geni была основана в январе 2007 года бывшими специалистами, делавшими PayPal, Yahoo!. В развитие проекта в марте 2007 года вложено $10 млн.
На начало сентября 2012 года во всемирном древе на сайте объединены свыше 64 000 000 профилей.
В ноябре 2012 года куплена компанией MyHeritage. Несмотря на это, по состоянию на декабрь 2021 г., родословные деревья на сайтах Geni.com и MyHeritage существуют самостоятельно друг от друга, объединить их невозможно, хотя можно подтвердить соответствие между отдельными записями.
На ноябрь 2016 года количество связанных профилей составило 107,5 млн. В марте 2022 года — 164,9 млн.